# Громоклея
Громо́клея, Громоклей (укр. Громоклія) — река на территории Украины, в пределах Кропивницкого района Кировоградской области и Баштанского, Еланецкого, Новоодесского районов Николаевской области.
Правый приток реки Ингул. Бассейн Южного Буга.

## Описание
Длина 102 км, площадь бассейна 1545 км², уклон реки 1,4 м/км. Долина трапециевидная, ширина от 2 до 4-5 км, глубина — до 60 м. Русло слабоизвивистое, средняя ширина в низовьях — 5 м.
Основной приток — Богодушная. На Громоклее построено два водохранилища. Воду используют для технических и сельскохозяйственных потребностей.